# Neptunes de Nantes
El Nantes Atlantique Handball es un club de balonmano femenino de la loacalidad francesa de Nantes. En la actualidad juega en la Liga de Francia de balonmano femenino.

## Plantilla 2019-20
|  | Porteras - 12 Floriane Andre - 24 Adrianna Płaczek - 94 Catherine Gabriel Extremos derechos - 7 Emilie Bellec - 13 Blandine Dancette Extremos izquierdos - 6 Léa Lignières - 9 Paule Baudouin Pivotes - 5 Manon Loquay - 14 Aneja Beganovič - 17 Stine Bodholt Nielsen - Elisabeth Chávez | Laterales izquierdos - 51 Janna Sobrepera - 86 Alexandrina Barbosa - 93 Karichma Ekoh Centrales - 21 Gordana Mitrović - 33 Beatriz Escribano - 34 Lotte Grigel Laterales derechos - 11 Camille Ayglon-Saurina - 19 Charlotte Kieffer - 20 Orlane Ahanda |